# Ritorno alla 36ª camera
Ritorno alla 36ª camera (少林搭棚大師, Shao Lin ta peng hsiao tzu, noto anche come Return of the Master Killer o Master Killer II) è un film del 1980 diretto da Chia-Liang Liu.
Film di kung fu, sequel di 36ª camera dello Shaolin.
In Italia è stato pubblicato dalla AVO Film, restaurato e rimasterizzato, in formato DVD, nel 2007.

## Trama
In una fabbrica dove si tingono i tessuti, il padrone, avendo visto peggiorare la qualità del lavoro, chiama alcuni uomini dalla Manciuria per occuparsi di mescolare i colori. Gli altri operai avranno una diminuzione del 20% della paga.
Alle rimostranze degli operai, questi ultimi vengono picchiati. Gli operai si organizzano e fanno passare A Chien (Liu), un piccolo imbroglione, per il monaco San Ta proveniente dal tempio Shaolin e tramite dei trucchi (carrucole, combattimenti truccati ...) impressionano gli uomini della Manciuria e fanno credere loro che A Chien sia un esperto di Kung fu.
La storia non convince il padrone della fabbrica il Sig. Wong che capisce che è stata tutta una messa in scena e dopo averlo sconfessato fa picchiare dai suoi uomini il monaco e gli operai.
A Chien entra allora nel tempio Shaolin, usando dei trucchi che però non ingannano nessuno.
Dopo aver frequentato il tempio il vero monaco San Ta non lo manda via, ma gli chiede di costruire un'impalcatura tutto intorno al tempio perché dovrà essere ridipinto.
Dopo poco più di un anno il lavoro è terminato.
Nel frattempo A Chien osservava i monaci allenarsi e copiava le loro mosse stando sull'impalcatura.
A lavoro finito l'abate San Ta mette alla prova A Chien, e successivamente lo caccia dal tempio avendo capito che ormai ha imparato il Kung fu.
Al ritorno gli operai, che sono stati licenziati, lo accolgono in festa credendo che dopo tre anni abbia imparato il Kung fu. Lui nega di aver imparato il Kung fu salvo accorgersene successivamente quando riesce a schivare tutti i colpi.
Tornano alla fabbrica e A Chien dà una lezione a tutti. Infine sconfigge anche il Sig. Wong in un cantiere in costruzione.

## Produzione

### Cast
Gordon Liu interpreta il giovane A Chien mentre nel ruolo dell'abate San Te, che era stato suo nel precedente film 36ª camera dello Shaolin, recita l'attore Chu Ching.